# Minardi M191
Chronologie des modèles (1991)
Minardi M190 Minardi M191B
La Minardi M191 est la monoplace de Formule 1 engagée par la Scuderia Minardi dans le cadre du championnat du monde de Formule 1 1991. Elle est pilotée par les Italiens Pierluigi Martini et Gianni Morbidelli, remplacé pour le dernier Grand Prix de la saison par le Brésilien Roberto Moreno. La M191 est propulsée par un moteur V12 Ferrari.

## Historique
La saison commence par une neuvième place de Pierluigi Martini au Grand Prix des États-Unis, à six tours du vainqueur Ayrton Senna, alors qu'il est victime d'un problème de moteur, tandis que Gianni Morbidelli abandonne au quinzième tour à cause de la casse de sa boite de vitesses. Au Brésil, Morbidelli termine huitième à deux tours de Senna, alors que son coéquipier part en tête-à-queue après avoir parcouru quarante-sept tours.
Au Grand Prix de Saint-Marin, Minardi effectue sa meilleure performance en qualifications de la saison, Morbidelli et Martini occupant les huitième et neuvième positions sur la grille de départ. Si Morbidelli casse sa boite de vitesses (tout comme à Monaco), Martini, bien que finissant à deux tours de Senna, marque les trois points de la quatrième place, la meilleure performance de l'histoire de Minardi en Formule 1,,. Au Canada, alors parti dix-huitième, Martini profite des nombreux abandons en course pour terminer septième, à un tour de Nelson Piquet, tandis que Morbidelli est victime d'un tête-à-queue au bout de vingt tours. Les deux pilotes obtiennent un résultat contraire lors du Grand Prix suivant, au Mexique. En France, Morbidelli, qualifié dixième, accidente sa monoplace au bout de huit tours, alors que Martini, douzième des qualifications, franchit la ligne d'arrivée à la neuvième place, à deux tours du vainqueur Nigel Mansell,. Ensuite, au Grand Prix de Grande-Bretagne, alors que Minardi réalise sa plus mauvaise qualification de la saison (vingtième place pour Morbidelli, vingt-troisième place pour Martini), ses pilotes prennent un bon départ et tirent profit des nombreux faits de course pour terminer en neuvième et onzième positions,.
Les courses suivantes s'avèrent plus délicates pour la petite écurie italienne. En effet, en Allemagne, Martini casse son moteur au onzième tour alors qu'il est parti de la dixième place, alors qu'un problème de différentiel affecte la monoplace de Morbidelli trois boucles plus loin. Martini est à nouveau victime de son bloc Ferrari en Hongrie alors que son équipier termine treizième de l'épreuve à deux tours de Senna. Au Grand Prix de Belgique, si Martini effectue le neuvième temps des qualifications, il termine douzième et avant-dernier de la course, à deux tours de Senna, alors que Morbidelli casse son embrayage au vingt-neuvième tour. Le jeune Italien est neuvième du Grand Prix d'Italie, tandis que Martini abandonne après huit tours à cause d'un problème de freins. Au Portugal, après s'être qualifié en huitième position, il termine quatrième, tandis que Mordibelli, élancé depuis la treizième place sur la grille, finit neuvième à un tour du vainqueur Riccardo Patrese,.
Les performances de Minardi se montrent davantage contrastées en fin de saison. En Espagne, Martini termine la course à la treizième place, à  deux tours de Nigel Mansell, quand son équipier, quatorzième, est victime d'un accident à trois tours de l'arrivée. Au Grand Prix du Japon, les deux Minardi occupent la quatrième ligne de la grille de départ, mais aucune ne rallie l'arrivée : Morbidelli a un problème de roue au bout de quinze tours, alors que Martini, longtemps cinquième, casse son embrayage au trente-neuvième tour,. Enfin, en Australie, Morbidelli, également pilote essayeur chez Ferrari, remplace Alain Prost, cède sa M191 au Brésilien Roberto Moreno. En qualifications, il réalise le dix-huitième temps alors que Martini, plus rapide de 1,2 seconde, est dixième. Lors de la course, disputée sous le déluge, l'Italien est victime d'un accident au huitième tour, alors que le Brésilien est classé seizième à un tour des leaders lors de l'interruption de l'épreuve après quatorze tours,.
À l’issue du championnat, Minardi termine septième du championnat du monde des constructeurs avec six points, soit le meilleur résultat de l'écurie italienne en Formule 1. Pierluigi Martini se classe onzième du championnat des pilotes avec six points, alors que Roberto Moreno est dixième après avoir obtenu huit unités avec Benetton Formula. Gianni Morbidelli, sixième en Australie, marque un demi-point, puisque seul la moitié des points est attribué lorsqu'un Grand Prix est arrêté avant la mi-course, et occupe la vingt-quatrième place du classement final.

## Engagement auTrofeo Indoor di Formula 1
Les 7 et 8 décembre 1991, la Scuderia Minardi participe au Trofeo Indoor di Formula 1, une épreuve d'exhibition organisée en marge du Motor Show de Bologne, une exposition internationale reconnue par l'Organisation internationale des constructeurs automobiles qui se tient dans les salons de la foire de Bologne. Bien que l'épreuve soit baptisée indoor, la piste, d'une longueur de 1 300 mètres, est située à l'extérieur des locaux de l'exposition. Pour cette quatrième édition, Minardi affronte les écuries Fondmetal, Team Lotus et Andrea Moda Formula, dont c'est la première participation à cette compétition, et la Scuderia Italia, une habituée de l'épreuve.
La Scuderia Minardi engage deux monoplaces : une M191, confiée à son pilote titulaire, Gianni Morbidelli, et une M190, confiée au pilote d'essais Marco Apicella. Fondmetal engage une FA1M-E à Gabriele Tarquini, un ancien de l'écurie italienne ; Andrea Moda Formula confie une Coloni C4 à Antonio Tamburini, pilote en Formule 3000, et la Scuderia Italia dispute le trophée avec une Dallara 191, pilotée par Jyrki Järvilehto. Lotus, qui est la première écurie non italienne de l'histoire à participer au Trofeo Indoor di Formula 1, engage une Lotus 102B, confiée à son titulaire, Johnny Herbert.
Pour les quarts de finale, Gianni Morbidelli s'incline face à Antonio Tamburini après avoir détruit sa monoplace à la suite d'un accident.

## Résultats en championnat du monde de Formule 1
| Saison | Écurie          | Moteur          | Pneus    | Pilotes           | Courses | Courses | Courses | Courses | Courses | Courses | Courses | Courses | Courses | Courses | Courses | Courses | Courses | Courses | Courses | Courses | Points inscrits | Classement |
| Saison | Écurie          | Moteur          | Pneus    | Pilotes           | 1       | 2       | 3       | 4       | 5       | 6       | 7       | 8       | 9       | 10      | 11      | 12      | 13      | 14      | 15      | 16      | Points inscrits | Classement |
| ------ | --------------- | --------------- | -------- | ----------------- | ------- | ------- | ------- | ------- | ------- | ------- | ------- | ------- | ------- | ------- | ------- | ------- | ------- | ------- | ------- | ------- | --------------- | ---------- |
| 1991   | Minardi F1 Team | Ferrari 037 V12 | Goodyear |                   | USA     | BRÉ     | SMR     | MON     | CAN     | MEX     | FRA     | GBR     | ALL     | HON     | BEL     | ITA     | POR     | ESP     | JAP     | AUS     | 6               | 7e         |
| 1991   | Minardi F1 Team | Ferrari 037 V12 | Goodyear | Pierluigi Martini | 9e*     | Abd     | 4e      | 12e     | 7e      | Abd     | 9e      | 9e      | Abd     | Abd     | 12e     | Abd     | 4e      | 12e     | Abd     | Abd     | 6               | 7e         |
| 1991   | Minardi F1 Team | Ferrari 037 V12 | Goodyear | Gianni Morbidelli | Abd     | 8e      | Abd     | Abd     | Abd     | 7e      | Abd     | 11e     | Abd     | 13e     | Abd     | 9e      | 9e      | 14e*    | Abd     |         | 6               | 7e         |
| 1991   | Minardi F1 Team | Ferrari 037 V12 | Goodyear | Roberto Moreno    |         |         |         |         |         |         |         |         |         |         |         |         |         |         |         | 16e     | 6               | 7e         |

Légende : ici 

- Le pilote n'a pas fini la course, mais est classé pour avoir parcouru plus de 90 % de la distance de course.

## Résultats duTrofeo Indoor di Formula 1
|  | Quarts de finale   | Quarts de finale  | Quarts de finale |                   |                    | Demi-finales      | Demi-finales | Demi-finales |  |           | Finale            | Finale | Finale    | Finale |
|  |                    |                   |                  |                   |                    |                   |              |              |  |           |                   |        |           |        |
|  | Team Lotus         | Johnny Herbert    | repéché          |                   |                    |                   |              |              |  |           |                   |        |           |        |
|  | Fondmetal          | Gabriele Tarquini | vainqueur        |                   |                    |                   |              |              |  |           |                   |        |           |        |
|  | Fondmetal          | Gabriele Tarquini | vainqueur        |                   | Fondmetal          | Gabriele Tarquini | vainqueur    |              |  |           |                   |        |           |        |
|  |                    |                   |                  |                   | Fondmetal          | Gabriele Tarquini | vainqueur    |              |  |           |                   |        |           |        |
|  |                    | Scuderia Italia   | Jyrki Järvilehto | éliminé           |                    |                   |              |              |  |           |                   |        |           |        |
|  | Scuderia Italia    | Scuderia Italia   | Jyrki Järvilehto | éliminé           | Jyrki Järvilehto   | vainqueur         |              |              |  |           |                   |        |           |        |
|  | Scuderia Italia    |                   |                  |                   | Jyrki Järvilehto   | vainqueur         |              |              |  |           |                   |        |           |        |
|  | Scuderia Minardi   | Marco Apicella    | éliminé          |                   |                    |                   |              |              |  |           |                   |        |           |        |
|  | Scuderia Minardi   | Marco Apicella    | éliminé          |                   |                    |                   |              |              |  | Fondmetal | Gabriele Tarquini |        | vainqueur |        |
|  |                    |                   |                  |                   |                    |                   |              |              |  | Fondmetal | Gabriele Tarquini |        | vainqueur |        |
|  |                    | Team Lotus        | Johnny Herbert   |                   | finaliste          |                   |              |              |  |           |                   |        |           |        |
|  | Scuderia Minardi   | Team Lotus        | Johnny Herbert   | Gianni Morbidelli | finaliste          | éliminé           |              |              |  |           |                   |        |           |        |
|  | Scuderia Minardi   |                   |                  | Gianni Morbidelli |                    | éliminé           |              |              |  |           |                   |        |           |        |
|  | Coloni-Andrea Moda | Antonio Tamburini | vainqueur        |                   |                    |                   |              |              |  |           |                   |        |           |        |
|  | Coloni-Andrea Moda | Antonio Tamburini | vainqueur        |                   | Coloni-Andrea Moda | Antonio Tamburini | éliminé      |              |  |           |                   |        |           |        |
|  |                    |                   |                  |                   | Coloni-Andrea Moda | Antonio Tamburini | éliminé      |              |  |           |                   |        |           |        |
|  |                    |                   | Team Lotus       | Johnny Herbert    | vainqueur          |                   |              |              |  |           |                   |        |           |        |
|  |                    |                   |                  | Johnny Herbert    | vainqueur          |                   |              |              |  |           |                   |        |           |        |
|  |                    |                   |                  |                   |                    |                   |              |              |  |           |                   |        |           |        |
|  |                    |                   |                  |                   |                    |                   |              |              |  |           |                   |        |           |        |